# Du forsvinder
Du forsvinder é um filme de drama dinamarquês de 2017 dirigido e escrito por Peter Schønau Fog. Foi selecionado como representante de seu país ao Oscar de melhor filme estrangeiro em 2018.

## Elenco
- Trine Dyrholm - Mia Halling
- Nikolaj Lie Kaas - Frederik Halling
- Michael Nyqvist - Bernard Berman